# Cenk Tosun
Cenk Tosun (tiếng Thổ Nhĩ Kỳ: [dʒeɲc ˈtosun]; sinh ngày 7 tháng 6 năm 1991) là một cầu thủ bóng đá chuyên nghiệp thi đấu ở vị trí tiền đạo cho câu lạc bộ Beşiktaş tại  Süper Lig và đội tuyển quốc gia Thổ Nhĩ Kỳ.

## Thống kê sự nghiệp

### Câu lạc bộ
Tính đến ngày 26 tháng 5 năm 2024
| Câu lạc bộ            | Mùa giải            | Giải đấu            | Giải đấu | Giải đấu | Cúp quốc gia | Cúp quốc gia | Cúp liên đoàn | Cúp liên đoàn | Châu Âu | Châu Âu | Khác | Khác | Tổng cộng | Tổng cộng |
| Câu lạc bộ            | Mùa giải            | Hạng                | Trận     | Bàn      | Trận         | Bàn          | Trận          | Bàn           | Trận    | Bàn     | Trận | Bàn  | Trận      | Bàn       |
| --------------------- | ------------------- | ------------------- | -------- | -------- | ------------ | ------------ | ------------- | ------------- | ------- | ------- | ---- | ---- | --------- | --------- |
| Eintracht Frankfurt   | 2009–10             | Bundesliga          | 1        | 0        | 0            | 0            | —             | —             | —       | —       | —    | —    | 1         | 0         |
| Gaziantepspor         | 2010–11             | Süper Lig           | 14       | 10       | 4            | 2            | —             | —             | —       | —       | —    | —    | 18        | 12        |
| Gaziantepspor         | 2011–12             | Süper Lig           | 32       | 6        | 1            | 1            | 6             | 5             | 4       | 0       | —    | —    | 43        | 12        |
| Gaziantepspor         | 2012–13             | Süper Lig           | 32       | 10       | 3            | 1            | —             | —             | —       | —       | —    | —    | 35        | 11        |
| Gaziantepspor         | 2013–14             | Süper Lig           | 31       | 13       | 1            | 1            | —             | —             | —       | —       | —    | —    | 32        | 14        |
| Gaziantepspor         | Tổng cộng           | Tổng cộng           | 109      | 39       | 9            | 5            | 6             | 5             | 4       | 0       | —    | —    | 128       | 49        |
| Beşiktaş              | 2014–15             | Süper Lig           | 18       | 5        | 2            | 3            | —             | —             | 8       | 1       | —    | —    | 28        | 9         |
| Beşiktaş              | 2015–16             | Süper Lig           | 29       | 8        | 8            | 7            | —             | —             | 6       | 2       | —    | —    | 43        | 17        |
| Beşiktaş              | 2016–17             | Süper Lig           | 33       | 20       | 1            | 0            | —             | —             | 12      | 4       | 1    | 0    | 47        | 24        |
| Beşiktaş              | 2017–18             | Süper Lig           | 16       | 8        | 1            | 1            | —             | —             | 6       | 4       | 1    | 1    | 24        | 14        |
| Beşiktaş              | Tổng cộng           | Tổng cộng           | 96       | 41       | 12           | 11           | —             | —             | 32      | 11      | 2    | 1    | 142       | 64        |
| Everton               | 2017–18             | Premier League      | 14       | 5        | 0            | 0            | 0             | 0             | —       | —       | —    | —    | 14        | 5         |
| Everton               | 2018–19             | Premier League      | 25       | 3        | 2            | 1            | 2             | 0             | —       | —       | —    | —    | 29        | 4         |
| Everton               | 2019–20             | Premier League      | 5        | 1        | 0            | 0            | 3             | 0             | —       | —       | —    | —    | 8         | 1         |
| Everton               | 2020–21             | Premier League      | 5        | 0        | 2            | 1            | 0             | 0             | —       | —       | —    | —    | 7         | 1         |
| Everton               | 2021–22             | Premier League      | 1        | 0        | 2            | 0            | 0             | 0             | —       | —       | —    | —    | 3         | 0         |
| Everton               | Tổng cộng           | Tổng cộng           | 50       | 9        | 6            | 2            | 5             | 0             | —       | —       | —    | —    | 61        | 11        |
| Crystal Palace (mượn) | 2019–20             | Premier League      | 5        | 1        | —            | —            | —             | —             | —       | —       | —    | —    | 5         | 1         |
| Beşiktaş              | 2020–21             | Süper Lig           | 3        | 3        | 1            | 0            | —             | —             | —       | —       | —    | —    | 4         | 3         |
| Beşiktaş              | 2022–23             | Süper Lig           | 32       | 15       | 2            | 3            | —             | —             | —       | —       | —    | —    | 34        | 18        |
| Beşiktaş              | 2023–24             | Süper Lig           | 34       | 6        | 5            | 3            | —             | —             | 8       | 2       | —    | —    | 47        | 11        |
| Beşiktaş              | Tổng cộng           | Tổng cộng           | 69       | 24       | 8            | 6            | —             | —             | 8       | 2       | —    | —    | 85        | 32        |
| Tổng cộng sự nghiệp   | Tổng cộng sự nghiệp | Tổng cộng sự nghiệp | 330      | 114      | 35           | 24           | 11            | 5             | 44      | 13      | 2    | 1    | 422       | 157       |

### Quốc tế
Tính đến ngày 6 tháng 7 năm 2024
| Đội tuyển quốc gia | Năm       | Trận | Bàn |
| ------------------ | --------- | ---- | --- |
| Thổ Nhĩ Kỳ         | 2013      | 1    | 0   |
| Thổ Nhĩ Kỳ         | 2014      | 0    | 0   |
| Thổ Nhĩ Kỳ         | 2015      | 4    | 1   |
| Thổ Nhĩ Kỳ         | 2016      | 11   | 2   |
| Thổ Nhĩ Kỳ         | 2017      | 9    | 5   |
| Thổ Nhĩ Kỳ         | 2018      | 10   | 3   |
| Thổ Nhĩ Kỳ         | 2019      | 7    | 5   |
| Thổ Nhĩ Kỳ         | 2020      | 3    | 2   |
| Thổ Nhĩ Kỳ         | 2021      | 0    | 0   |
| Thổ Nhĩ Kỳ         | 2022      | 2    | 0   |
| Thổ Nhĩ Kỳ         | 2023      | 3    | 2   |
| Thổ Nhĩ Kỳ         | 2024      | 3    | 1   |
| Tổng cộng          | Tổng cộng | 53   | 21  |

Bàn thắng và kết quả của Thổ Nhĩ Kỳ được để trước.
| #  | Ngày                 | Địa điểm                                                        | Đối thủ      | Bàn thắng | Kết quả | Giải đấu                      |
| -- | -------------------- | --------------------------------------------------------------- | ------------ | --------- | ------- | ----------------------------- |
| 1  | 13 tháng 11 năm 2015 | Sân vận động Abdullah bin Khalifa, Doha, Qatar                  | Qatar        | 2–1       | 2–1     | Giao hữu                      |
| 2  | 24 tháng 3 năm 2016  | Sân vận động Antalya, Antalya, Thổ Nhĩ Kỳ                       | Thụy Điển    | 1–0       | 2–1     | Giao hữu                      |
| 3  | 24 tháng 3 năm 2016  | Sân vận động Antalya, Antalya, Thổ Nhĩ Kỳ                       | Thụy Điển    | 2–1       | 2–1     | Giao hữu                      |
| 4  | 24 tháng 3 năm 2017  | Sân vận động Antalya, Antalya, Thổ Nhĩ Kỳ                       | Phần Lan     | 1–0       | 2–0     | Vòng loại FIFA World Cup 2018 |
| 5  | 24 tháng 3 năm 2017  | Sân vận động Antalya, Antalya, Thổ Nhĩ Kỳ                       | Phần Lan     | 2–0       | 2–0     | Vòng loại FIFA World Cup 2018 |
| 6  | 5 tháng 9 năm 2017   | Sân vận động New Eskişehir, Eskişehir, Thổ Nhĩ Kỳ               | Croatia      | 1–0       | 1–0     | Vòng loại FIFA World Cup 2018 |
| 7  | 9 tháng 10 năm 2017  | Sân vận động Veritas, Turku, Phần Lan                           | Phần Lan     | 1–0       | 2–2     | Vòng loại FIFA World Cup 2018 |
| 8  | 9 tháng 10 năm 2017  | Sân vận động Veritas, Turku, Phần Lan                           | Phần Lan     | 2–1       | 2–2     | Vòng loại FIFA World Cup 2018 |
| 9  | 28 tháng 5 năm 2018  | Sân vận động Başakşehir Fatih Terim, Istanbul, Thổ Nhĩ Kỳ       | Iran         | 1–0       | 2–1     | Giao hữu                      |
| 10 | 28 tháng 5 năm 2018  | Sân vận động Başakşehir Fatih Terim, Istanbul, Thổ Nhĩ Kỳ       | Iran         | 2–0       | 2–1     | Giao hữu                      |
| 11 | 1 tháng 6 năm 2018   | Stade de Genève, Geneva, Thụy Sĩ                                | Tunisia      | 1–0       | 2–2     | Giao hữu                      |
| 12 | 25 March 2019        | Sân vận động New Eskişehir, Eskişehir, Thổ Nhĩ Kỳ               | Moldova      | 2–0       | 4–0     | Vòng loại UEFA Euro 2020      |
| 13 | 25 March 2019        | Sân vận động New Eskişehir, Eskişehir, Thổ Nhĩ Kỳ               | Moldova      | 3–0       | 4–0     | Vòng loại UEFA Euro 2020      |
| 14 | 10 tháng 9 năm 2019  | Sân vận động Zimbru, Chișinău, Moldova                          | Moldova      | 1–0       | 4–0     | Vòng loại UEFA Euro 2020      |
| 15 | 10 tháng 9 năm 2019  | Sân vận động Zimbru, Chișinău, Moldova                          | Moldova      | 3–0       | 4–0     | Vòng loại UEFA Euro 2020      |
| 16 | 11 tháng 10 năm 2019 | Sân vận động Şükrü Saracoğlu, Istanbul, Thổ Nhĩ Kỳ              | Albania      | 1–0       | 1–0     | Vòng loại UEFA Euro 2020      |
| 17 | 11 tháng 11 năm 2020 | Vodafone Park, Istanbul, Thổ Nhĩ Kỳ                             | Croatia      | 1–0       | 3–3     | Giao hữu                      |
| 18 | 15 tháng 11 năm 2020 | Şükrü Saracoğlu Stadium, Istanbul, Thổ Nhĩ Kỳ                   | Nga          | 3–1       | 3–2     | UEFA Nations League 2020–21   |
| 19 | 15 tháng 10 năm 2023 | Sân vận động Konya Metropolitan Municipality, Konya, Thổ Nhĩ Kỳ | Latvia       | 2–0       | 4–0     | Vòng loại UEFA Euro 2024      |
| 20 | 15 tháng 10 năm 2023 | Sân vận động Konya Metropolitan Municipality, Konya, Thổ Nhĩ Kỳ | Latvia       | 4–0       | 4–0     | Vòng loại UEFA Euro 2024      |
| 21 | 26 tháng 6 năm 2024  | Volksparkstadion, Hamburg, Đức                                  | Cộng hòa Séc | 2–1       | 2–1     | UEFA Euro 2024                |